# Atrocalopteryx melli
Atrocalopteryx melli – gatunek ważki z rodziny świteziankowatych (Calopterygidae). Występuje w południowo-wschodnich prowincjach Chin i prawdopodobnie jest endemitem tego kraju.